# Euplexia cuprea
Euplexia cuprea är en fjärilsart som beskrevs av Moore 1874. Euplexia cuprea ingår i släktet Euplexia och familjen nattflyn. Inga underarter finns listade i Catalogue of Life.